# Peter Roth
Peter Roth (ur. 30 stycznia 1961 w Schönau am Königssee) – niemiecki narciarz alpejski reprezentujący RFN, a później Niemcy. Zajął 16. miejsce w slalomie na igrzyskach w Albertville w 1992 r. co jest jego najlepszym wynikiem olimpijskim. Jego najlepszym wynikiem na mistrzostwach świata było 8. miejsce w slalomie na mistrzostwach w Morioka. Najlepsze wyniki w Pucharze Świata osiągnął w sezonie 1989/1990, kiedy to zajął 26. miejsce w klasyfikacji generalnej.

## Sukcesy

### Puchar Świata

#### Miejsca w klasyfikacji generalnej
- 1980/1981 – 80.
- 1981/1982 – 66.
- 1983/1984 – 67.
- 1984/1985 – 31.
- 1985/1986 – 45.
- 1986/1987 – 45.
- 1987/1988 – 50.
- 1988/1989 – 59.
- 1989/1990 – 26.
- 1990/1991 – 30.
- 1991/1992 – 30.
- 1992/1993 – 34.
- 1993/1994 – 33.

#### Miejsca na podium
1. Bad Wiessee – 15 stycznia 1982 (kombinacja) – 3. miejsce
2. Wengen – 21 stycznia 1985 (kombinacja) – 1. miejsce
3. Whistler – 16 marca 1986 (supergigant) – 2. miejsce
4. Aspen – 8 marca 1987 (supergigant) – 3. miejsce
5. Mount Hutt – 8 sierpnia 1990 (slalom) – 1. miejsce
6. Kranjska Gora – 19 grudnia 1992 (gigant) – 3. miejsce